# Sodomi

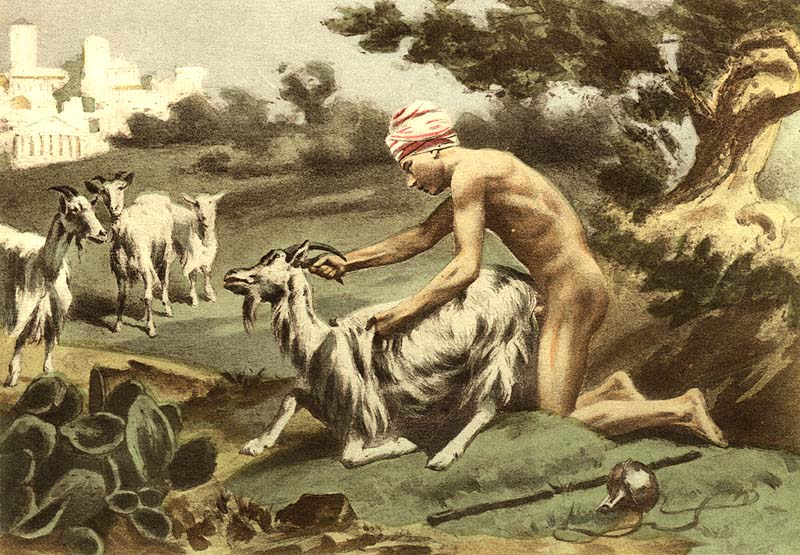
Antik grek sodomerar en get, bild XVII från "De Figuris Veneris" av F.K. Forberg, illustration av Paul Avril.

Sodomi (även onaturlig otukt) är liksom perversion en gammal benämning på avvikande sexualitet, främst sex med djur (zoofili) eller med person av samma kön (homosexualitet). Det mesta förutom sanktionerat vaginala samlag har räknats hit inklusive smisk, anal- och oralsex med mera. Ordet är härlett från den bibliska berättelsen om Sodom och Gomorra i Första Moseboks 19:e kapitel. Den som bedrev sodomi kallades sodomit.
Det är en i Sverige övergiven brottsrubricering, avseende homosexualitet och tidelag. Sodomi är fortfarande i olika former kriminaliserat på många håll. I USA ogiltigförklarade högsta domstolen 2003 flera delstatslagar som kriminaliserade sodomi i avskildhet genom rättegången Lawrence mot Texas. Många delstater i USA har dock inte följt högsta domstolens beslut och det är idag (2014) olagligt med sodomi i 12 delstater i USA. I Sverige förbjöds och straffbelades sex med djur 2014.